# Ellice Swamp
Ellice Swamp är en våtmark i Kanada.   Den ligger i provinsen Ontario, i den sydöstra delen av landet, 500 km sydväst om huvudstaden Ottawa.